# Doug Stone

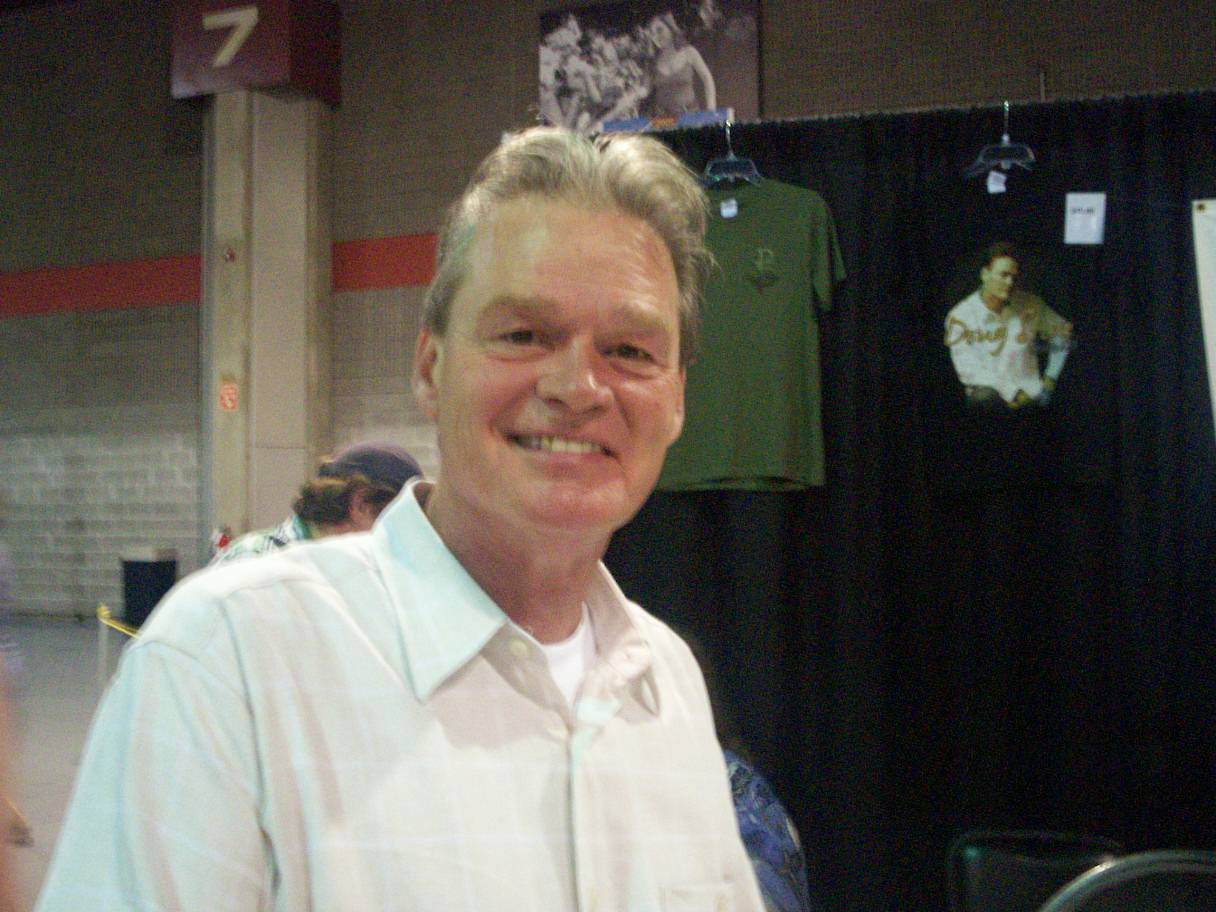
Doug Stone (2010)

Doug Stone (* 19. Juni 1956 in Marietta, Georgia; bürgerlich: Doug Brooks) ist ein US-amerikanischer Country-Musiker.

## Anfänge
Nach der Scheidung seiner Eltern wuchs Doug mit zwei Brüdern bei seinem Vater auf, der in einer Wohnwagensiedlung lebte. Mit ein paar Freunden gründete er eine Band. Nach Abbruch der Schule hielt er sich mit Gelegenheitsjobs über Wasser. Hauptbestandteil seines Lebens aber war die Musik. Im eigenen Wohnmobil baute er sich ein kleines Aufnahmestudio auf. Bei einem Auftritt 1987 lernte er Phyllis Bennett kennen, die wenig später seine Managerin wurde und ihn mit dem Produzenten Doug Johnson zusammenbrachte. 1989 wurde mit dem in Nashville beheimateten Epic Label ein Schallplattenvertrag abgeschlossen. Um Verwechslungen mit Garth Brooks zu vermeiden, änderte er seinen Namen in Doug Stone.

## Karriere
Bereits seine erste Single, die 1990 erschienene I'd better Off (In A Pine Box), schaffte es in die Top-10 und brachte ihm eine Grammy-Nominierung ein. Sein wenig später veröffentlichtes Debüt-Album erreichte Platin-Status. Drei ausgekoppelte Singles waren ebenfalls erfolgreich, darunter als sein erster Nummer-1-Hit In A Different Light. Es waren vor allem diese Songs voller Selbstmitleid, die ihn als Schnulzensänger in der Country-Szene bekannt werden ließen.
1992 erschien sein zweites Album, I Thought It Was You, das sich erneut sehr gut verkaufte und mit Platin ausgezeichnet wurde. Die ausgekoppelte Single A Jukebox With A Country Song erreichte Platz eins der Country-Charts. Mit seiner neu zusammengestellten Gruppe The Stone Age ging er auf eine ausgedehnte Tournee. Seine Erfolge hielten an. Sein drittes Album From The Heart wurde 1992 vergoldet und die Single Too Busy Beeing In Love wurde zu seinem dritten Top-Hit. Im gleichen Jahr musste er sich allerdings einer vierfachen Bypass-Operation unterziehen.
Seine gesundheitlichen Probleme taten seiner Karriere zunächst keinen Abbruch. In kurzen Abständen wurden weitere Hits produziert. Die Alben More Love und Greatest Hits wurden mit Gold prämiert. Seine Erfolgssträhne hielt auch nach einem Wechsel zum Columbia-Label an. Erst Ende des Jahrzehnts ließen die Verkaufszahlen nach. Im Frühjahr 1998 stürzte er mit einem selbst geflogenen Flugzeug ab, überlebte aber mit viel Glück. 1999 wechselte er zum Atlantic Label.

## Diskografie

### Alben
| Jahr | Titel                     | Höchstplatzierung, Gesamtwochen, AuszeichnungChartplatzierungen (Jahr, Titel, Platzierungen, Wochen, Auszeichnungen, Anmerkungen) | Höchstplatzierung, Gesamtwochen, AuszeichnungChartplatzierungen (Jahr, Titel, Platzierungen, Wochen, Auszeichnungen, Anmerkungen) | Anmerkungen     |
| Jahr | Titel                     | US | Country | Anmerkungen     |
| ---- | ------------------------- | --- | --- | --------------- |
| 1990 | Doug Stone                | US97 Platin · (51 Wo.)US | Country12 (192 Wo.)Country |                 |
| 1991 | I Thought It Was You      | US74 Platin · (51 Wo.)US | Country12 (66 Wo.)Country |                 |
| 1992 | From the Heart            | US99 Gold · (34 Wo.)US | Country19 (59 Wo.)Country |                 |
| 1992 | The First Christmas       | US186 (1 Wo.)US | Country53 (9 Wo.)Country | Weihnachtsalbum |
| 1993 | More Love                 | US88 Gold · (15 Wo.)US | Country20 (41 Wo.)Country |                 |
| 1995 | Faith in Me, Faith in You | — | Country45 (9 Wo.)Country |                 |
| 1999 | Make Up in Love           | — | Country38 (6 Wo.)Country |                 |

Weitere Alben
- 2002: The Long Way
- 2005: In a Different Light
- 2007: My Turn

### Kompilationen
| Jahr | Titel                 | Höchstplatzierung, Gesamtwochen, AuszeichnungChartplatzierungen (Jahr, Titel, Platzierungen, Wochen, Auszeichnungen, Anmerkungen) | Höchstplatzierung, Gesamtwochen, AuszeichnungChartplatzierungen (Jahr, Titel, Platzierungen, Wochen, Auszeichnungen, Anmerkungen) | Anmerkungen |
| Jahr | Titel                 | US | Country | Anmerkungen |
| ---- | --------------------- | --- | --- | ----------- |
| 1994 | Greatest Hits, Vol. 1 | US142 Gold · (12 Wo.)US | Country29 (27 Wo.)Country |             |

Weitere Kompilationen
- 1997: Super Hits
- 2009: Live at Billy Bob's Texas

### Singles
| Jahr | Titel Album                                         | Höchstplatzierung, Gesamtwochen, AuszeichnungChartplatzierungen (Jahr, Titel, Album, Platzierungen, Wochen, Auszeichnungen, Anmerkungen) | Höchstplatzierung, Gesamtwochen, AuszeichnungChartplatzierungen (Jahr, Titel, Album, Platzierungen, Wochen, Auszeichnungen, Anmerkungen) | Anmerkungen |
| Jahr | Titel Album                                         | US | Country | Anmerkungen |
| ---- | --------------------------------------------------- | --- | --- | ----------- |
| 1990 | I’d Be Better Off (In a Pine Box) Doug Stone        | — | Country4 (25 Wo.)Country |             |
| 1990 | Fourteen Minutes Old Doug Stone                     | — | Country6 (21 Wo.)Country |             |
| 1990 | These Lips Don’t Know How to Say Goodbye Doug Stone | — | Country5 (20 Wo.)Country |             |
| 1991 | In a Different Light Doug Stone                     | — | Country1 (20 Wo.)Country |             |
| 1991 | I Thought It Was You                                | — | Country4 (20 Wo.)Country |             |
| 1991 | A Jukebox with a Country Song I Thought It Was You  | — | Country1 (20 Wo.)Country |             |
| 1992 | Come In Out of the Pain I Thought It Was You        | — | Country3 (20 Wo.)Country |             |
| 1992 | Warning Labels From the Heart                       | — | Country4 (20 Wo.)Country |             |
| 1992 | Too Busy Being in Love From the Heart               | — | Country1 (20 Wo.)Country |             |
| 1993 | Made for Lovin’ You From the Heart                  | — | Country6 (20 Wo.)Country |             |
| 1993 | Why Didn’t I Think of That From the Heart           | — | Country1 (20 Wo.)Country |             |
| 1993 | I Never Knew Love More Love                         | US81 (9 Wo.)US | Country2 (20 Wo.)Country |             |
| 1994 | Addicted to a Dollar More Love                      | — | Country4 (20 Wo.)Country |             |
| 1994 | More Love                                           | — | Country6 (20 Wo.)Country |             |
| 1994 | Little Houses Greatest Hits, Vol. 1                 | — | Country7 (20 Wo.)Country |             |
| 1995 | Faith in Me, Faith in You                           | — | Country13 (20 Wo.)Country |             |
| 1995 | Sometimes I Forget Faith in Me, Faith in You        | — | Country41 (11 Wo.)Country |             |
| 1995 | Born in the Dark Faith in Me, Faith in You          | — | Country12 (20 Wo.)Country |             |
| 1998 | Gone Out of My Mind Tribute to Tradition            | — | Country48 (8 Wo.)Country |             |
| 1999 | Make Up in Love                                     | — | Country19 (26 Wo.)Country |             |
| 2000 | Take a Letter Maria Make Up in Love                 | — | Country45 (13 Wo.)Country |             |
| 2000 | Surprise Make Up in Love                            | — | Country64 (1 Wo.)Country |             |

Weitere Singles
- 2002: POW 369
- 2004: How Do I Get Off the Moon
- 2004: Georgia on My Mind
- 2005: Only You (And You Alone)
- 2005: World Goes Round
- 2005: Everything
- 2006: Time
- 2006: Let the Light Shine on You
- 2007: Nice Problem
- 2008: She Always Gets What She Wants
- 2008: Don’t Tell Mama